# Percepcijske varke
Percepcijske varke, opažajne varke ili iluzije jesu pogrešno poimane, često zbunjujuće pojave, bez obzira na način kojim se opažaju. Najčešće su optičke iluzije, koje uključuju samo pojave koje opažaju oči. Neke su varke uzrokovane nesavršćenošću osjetila (tromošću oka, primjerice), a neke radom ljudskoga mozga. Opažajne varke treba razlikovati od halucinacija. One se razlikuju po tome što kod opažajnih varki podražaj postoji, ali je pogrešno percipiran, dok kod halucinacija podražaja nema.

## Optičke varke

### Nepostojeći objekti

#### Točke u rešetki
Vrlo poznata optička varka koja rezultira opažanjem mutnih poluprozirnih točaka na presjecima elemenata rešetke. Opisao ju je Ludimar Hermann 1870. godine. Na presjecima crtâ bijele rešetke na crnoj podlozi vidjet će se crne mutne točke. Ako se gleda ravno u presjek, vidjet će se samo praznina (bijeli prostor) – točke se pojavljuju na presjecima u koje se ne gleda izravno.

#### Naknadne slike
Naknadne slike, ili pa-slike su optičke varke koje koriste prilagodbu oka da bi se, nakon netremičnoga gledanja, na neutralnoj pozadini vidio negativ dotične slike. Gledanjem u sliku desno netremice dvadesetak sekunda (najlakše je zagledati se u jednu od četiri okomito postavljene točke u sredini) i odmah nakon toga pogledavanjem u neku neutralnu (najbolje bijelu) pozadinu (prazan papir, zid ili sl.), na pozadini će se vidjeti ljudski portret (u izvorniku je ova varka napravljena s namjerom da prikazuje Isusa), koji zapravo ne postoji.
Riječ je o već spomenutoj osjetilnoj prilagodbi. Oko se automatski „privikava” na trenutnu količinu svjetlosti. Kod ovakvih kontrasta, pojedini se dijelovi mrežnice različito privikavaju na svjetlost. Kad se pogleda u neutralnu pozadinu, dijelovi mrežnice još ostaju priviknuti na prijašnje stanje, odnosno posvjetljuju dijelove koji su bili pretamni (na neutralnoj pozadini rezultirajući svjetlijim područjima), a potamnjuju dijelove koji su bili svijetli (rezultirajući tamnim područjima). Uvjetno se kaže kako slika ostaje na mrežnici još neko vrijeme.

### Različite predodžbe geometrijskih likova
Kod geometrijskih objekata koji su nacrtani (dvodimenzionalni su), a mogu se percipirati kao trodimenzinalni objekti često dolazi do različitih mogućnosti percepcije. S lijeve je strane tzv. Neckerova kocka, zapravo obična projekcija žičanog modela kocke na dvije dimenzije. S desne strane slike nalaze se dva moguća načina percepcije - prvi je takav da je donji lijevi kvadrat prednja ploha kocke, a drugi takav da je gornji desni kvadrat prednja ploha kocke. Moguće je da vam se ta dva načina izmijenjuju dok gledate u sliku. Ako kocku percipirate na samo jedan način, probajte trepnuti. Schrőderove stube (desno) rade po istom principu - moguće ih je percipirati tako da je ploha A ispred plohe B i obrnuto.
"Trik" je u tome da se trodimenzionalni objekti ne mogu projicirati na dvodimenzionalnu površinu bez jakog izobličenja. Da je žičani model kocke stvarno ispred nas, zbog konvergencije očiju znali bismo koja je stranica prednja. Kako je papir (ili zaslon) dvodimenzionalan, oba su kvadrata na istoj udaljenosti od oka pa to omogućava mozgu da "zamisli" obje situacije. Zanimljivo je da je mozgu gotovo nemoguće zamisliti figuru kocke kao plošnu, odnosno kao skup od tri kvadrata (dva veća i jednog manjeg) i dva pravokutna trokuta. Ista stvar vrijedi i za Schrőderove stube.

### Pogrešne predodžbe veličine i oblika

#### Duljine linija
Koja je od prve dvije vodoravne linije na lijevoj slici dulja? Unatoč tome što se čini da je druga linija po redu dulja, one su jednake duljine. Jednako tako, na trećoj liniji odozgo označite sredinu, pa poslije provjerite metrom (nacrtajte na papir). Nesumnjivo ćete sredinu označiti bliže kraju (repu) strelice nego što ona to jest.
Jedno od objašnjenja je to da dijelovi strelice koji "strše" iz prividno dulje crte vizualno jednostavno produžuju tu crtu. Drugo je to da mozak te crte percipira kao tordimenzionalne, a za kutove pretpostavlja da su pravi. Lakši primjer za shvaćanje ovog objašnjenja je Ponzova varka (slika desno) - mozak sliku pericpira kao tračnice (ili što slično) pa vodoravne crte prilagođava njima. Važno je napomenuti da Műller-Lyerova varka ne zavarava sve ljude. Na one koji žive u okolini bez mnogo pravih kutova (malo zgrada, kružne nastambe i sl.) ova varka neće utjecati, odnosno oni će reći da su crte jednake duljine.

#### Položaj i oblik crta
Jedna od najpoznatijih iluzija ovog tipa je tzv. iluzija zida (eng. Café wall illusion) Richarda Gregoryja (lijevo). Vodoravne linije zida su usporedne. Svaka "cigla" zida mora biti okružena neutralnim dijelom (u ovom slučaju sive boje). Još jedna takva varka je Heringova iluzija (Ewald Hering, 1861.)
Za obje iluzije je zaslušan naš mozak. Kod Heringove, on percipira pravce koji se sijeku u sredini (u našem slučaju plave crte) kao paralelne linije koje se prividno spajaju u daljini. Crvene crte (koje jesu paralelne) zatim prilagođava plavima. Iluzija zida nema veze s percepcijom dubine. Ovdje je problem u sivim crtama (koje su prividno nakošene). Ako pogledate u umanjenu verziju (npr. ovu slijeva), primijetit ćete da se sive linije bez problema vide na spoju crne i crne "cigle" te na spoju bijele i bijele. No, na spoju crne i bijele "cigle", crta se ne vidi dobro, odnosno izgleda kao dio crne "cigle". No, kad bi to bilo točno, sive bi se linije činile ispresijecanima. Zato mozak traži najjednostavnije rješenje, a to je da postoje ravne crte između slojeva "cigala", ali da su one nagnute na jednu stranu.

#### Pogrešna predodžba boja
Polja A i B na slici lijevo su potpuno iste nijanse sive boje. Ako ne vjerujete, pogledajte GIF animaciju. Za tu je varku zadužan Ted Adelson, koji ju je otkrio 1995. godine.  Jednako tako, dugački pravokutnik na slici desno ne prelazi iz svjetlije u tamniju nijansu sive boje, nego je cijelom dužinom jednake boje.
Mehanizam je u biti jednostavan - mozak stavlja boje u kontekst, što je logično (prepoznat će boju objekta i ako je on u sjeni i ako je na svjetlu). Zato mozak u Adelsonovoj varci uzima u obzir sjenu koja prekriva polje B i prema tome određuje koje je to polje boje. Na desnoj slici čini se kako boja pravokutnika prelazi iz svjetlije u tamniju jer mozak (ponovno) uspoređuje taj pravokutnik s okolinom (koja prelazi iz tamnije u svjetliju).

### Višeznačne slike
Postoje neke slike koje možemo vidjeti na razne načine. Na priloženoj slici moguće je vidjeti glavu patke (lijevo je kljun) ili zeca (lijevo su uši, desno usta).
Naš mozak uvijek pokušava optičke podražaje (koji su zapravo skup boja) interpretirati kao smislene cjeline. To postiže uočavanjem poznatih oblika i zaključivanjem u skladu s njima. No, postoje oblici koji mogu biti interpretirani kao više različitih poznatih predmeta. U ovom slučaju, lijevi dio objekta može podsjećati na zečje uši ili patkin kljun. Ostatak slike je napravljen tako da se zapravo pomoću obje verzije mogu percipirati smislene cjeline.

### Nemoguće slike
Ako pogledate sliku M.S. Eschera Slap, vidjet ćete da slap pada sâm u sebe, odnosno, teče uzvodno. Iako to u stvarnosti nije moguće, slika se na prvi pogled čini potpuno normalnom. Malo se bolje usredotočite i na stupove koji drže konstrukciju kojom teče voda. Zbunjeni?

Nemoguća kocka koristi dva načina percepcije Neckerove kocke i pokušava ih spojiti u jedan, tako da je kocka podijeljena na dva dijela koji su prikazani na različite načine percepcije. Ta je kocka u stvarnom svijetu nemoguća, osim kad bi se napravila kao na donjoj slici (vidi se da su zelene stranice prerezane), a gledatelj bi zatvorio jedno oko i stao na točno određeno mjesto. Penroseov trokut i nemoguće "vïle" koriste sličan mehanizam.
Nemoguće slike također koriste izobličenja pri projekciji trodimenzionalnih tijela na dvodimenzionalnu površinu, ali na takav način da je nacrtanu stvar nemoguće napraviti (a ni zamisliti) u tri dimenzije.

## Zvučne varke

### Shepardov ton
Shepardov je ton otkrio Roger Shepard. Slušajući ga, dobiva se dojam da se ton stalno snižava ili povisuje, ali je ujedno stalno iste visine.
 Poslušajte!
Radi se o nekoliko dionica sinusoidnog zvučnog vala koje su razmaknute za jednu oktavu. Sve se dionice jednakom brzinom "snizuju", odnosno frekvencija im se stalno smanjuje. Dionice jedna po jedna završavaju, postupno se stišavajući, dok istovremeno druga dionica počinje, postupno se pojačavajući. Tako slušatelj ne primjećuje promjenu dionica, što dovodi do toga da ton zvuči neprekinuto.

### Kontinuitet prekinutog tona
Kad se ton (obično povisujući ili snizujući) nakratko prekine (recimo 50ms), a u to se vrijeme ubaci jednako kratak šum, naše uho ton percipira kao neprekinut. 
 Poslušajte!
Opet možemo zahvaliti mozgu - bez ovoga u gradskoj gužvi vjerojatno ne bismo nikoga ništa razumjeli.

## Varke opipa

### Predodžba topline
Uzmu se tri posude i u njih se redom stave hladna, mlaka i topla vodu. Jedna ruka stavi se u posudu s hladnom vodom, a druga u posudu s toplom vodom i ostave se tako jednu minutu. Zatim se obje ruke stave u posudu s mlakom vodom - voda u posudi je istovremeno i topla i hladna.
Ponovno se radi o osjetilnoj prilagodbi. Jedna se ruka „navikla” na toplo, a druga na hladno, pa drukčije odgovaraju na mlaku vodu (ruci koja se “navikla” na toplo mlaka voda je hladnija nego drugoj ruci).

### Predodžba mjesta podražaja
Jedna osoba ispruži podlakticu (s dlanom prema gore) i zažmiri, a druga ju škaklja vrlo se polako pomičući od zapešća do lakta. Prva osoba mora reći kad druga osoba dođe do lakta. Većina ljudi to kaže puno ranije.

## Varke njuha i okusa
Najpoznatija se varka ovog tipa temelji na činjenici da ono što podrazumijevamo pod okusom velikim dijelom sadrži i miris. Odnosno, miris hrane ima velik udio u našoj precepciji njena okusa. Zato je vrlo teško prepoznati o kojoj se hrani radi kad je začepljen nos, odnosno kad nema podražaja mirisa. Još se bolje taj učinak vidi kad jedemo jednu vrstu hrane dok mirišemo drugu. Probajte jesti jabuku dok vam je pod nosom vruća kava!

## Poveznice
- Percepcija
- Optika atmosfere
- Osjetilna adaptacija
- Tromost oka
- Stereoskopija